# St. Peter und Paul (Potsdam)
| Pfarrkirche St. Peter und Paul | Pfarrkirche St. Peter und Paul    |
| ------------------------------ | --------------------------------- |
| St.-Peter-und-Paul-Kirche      |                                   |
| Adresse                        | Potsdam, Bassinplatz/ Am Bassin 2 |
| Konfession                     | römisch-katholisch                |
| Gemeinde                       | Pfarrgemeinde Potsdam             |
| Aktuelle Nutzung               | Pfarrkirche                       |
| Gebäude                        |                                   |
| Baujahr(e)                     | 1867–1870; 1950 restauriert       |
| Stil                           | Eklektizismus                     |

Die römisch-katholische Kirche St. Peter und Paul in Potsdam wurde 1870 fertiggestellt und diente gleichermaßen der Potsdamer Pfarrgemeinde (die heute zum Erzbistum Berlin gehört) und den katholischen Soldaten, die in der Stadt stationiert waren. Seit 1992 hat sie den Status einer Propsteikirche.
Die Kirche steht zentral in der Potsdamer Innenstadt und schließt die Brandenburger Straße nach Osten hin ab, an deren westlichem Ende das Potsdamer Brandenburger Tor steht.

## Geschichte

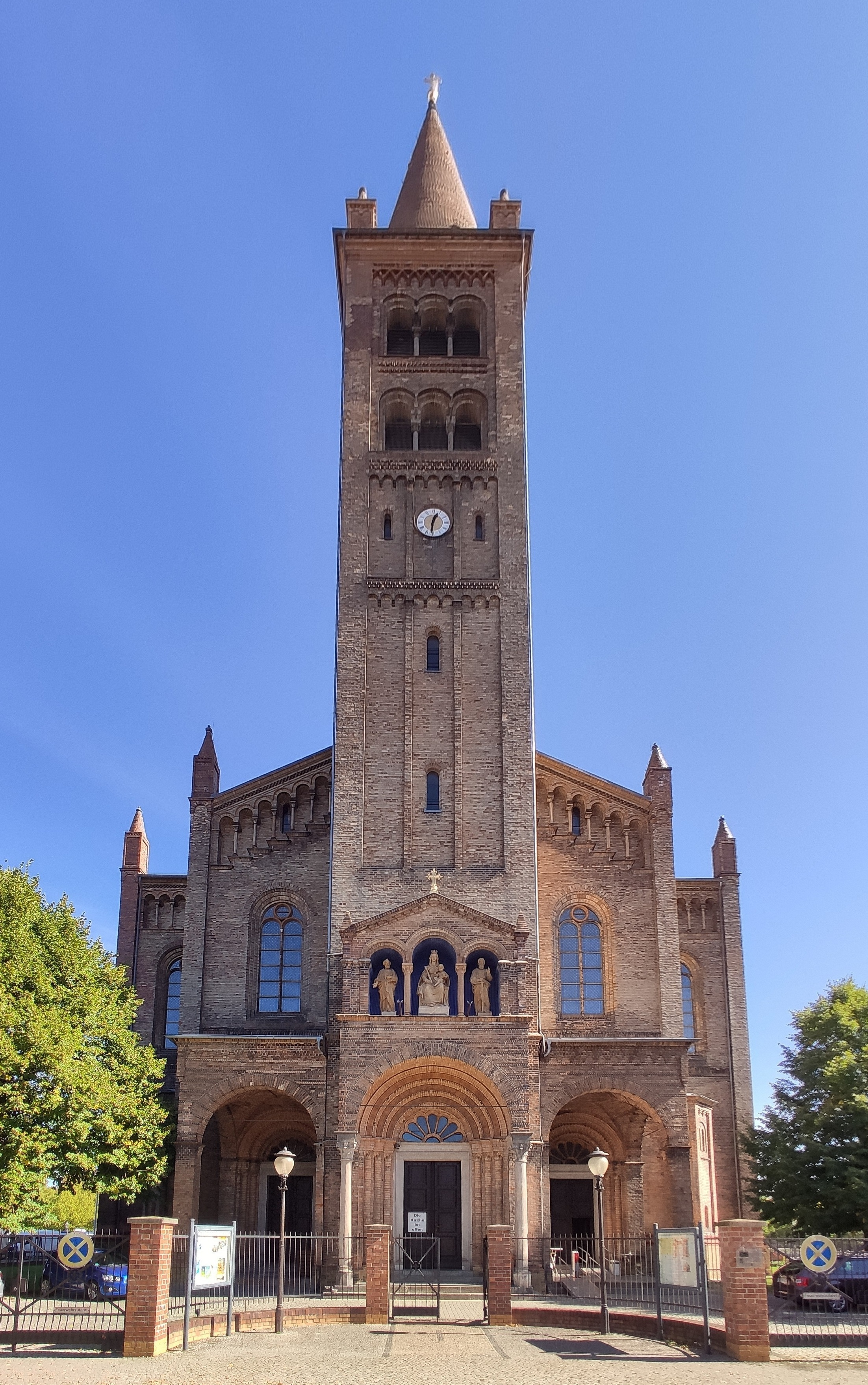
Frontansicht mit Turm

Mit der Gründung der königlichen Gewehrfabrik durch den preußischen König Friedrich Wilhelm I. mit den Standorten Potsdam und Spandau ab 1722 wurden Facharbeiter angeworben, die hauptsächlich aus den Waffenfabriken der katholischen Stadt Lüttich in Belgien kamen. Sie wollten nur dann ins protestantische Preußen übersiedeln, wenn ihnen freie Religionsausübung garantiert würde, einschließlich eines Seelsorgers in ihrer Sprache und dessen Versorgung. Durch königliches Dekret von 1722 wurde ihnen dies zugesichert, ebenfalls das Recht, ein paar Kühe zu halten. Die Forderung, eigenes Bier brauen zu dürfen, hatte der König allerdings abgelehnt. Rund 200 Personen – etwa 26 Meister und mehrere Gesellen mit ihren Familien – reisten schließlich an, begleitet von dem Dominikanerpater Ludovicus Belo (Belau) aus dem Konvent in Wesel. Belo war zwischen 1720 und 1731 Seelsorger in Potsdam, von 1722 bis 1727 auch in Spandau in der Kirche auf dem Gewehrplan. Bis zur Auflösung der Klöster infolge der Säkularisation um das Jahr 1810 waren es Dominikaner, danach Diözesanpriester, die ab 1821 zum Bistum Breslau gehörten. Die Niederlassung der Dominikaner bildete eine Missionsstation, die dem Apostolischen Vikariat des Nordens unterstand. Durch die Bulle De salute animarum nahm Papst Pius VII. 1821 im Rahmen der Neuumschreibung der katholischen Diözesen in Deutschland nach dem Wiener Kongress eine Neuordnung der Diözesen und Kirchenprovinzen in Preußen vor; Potsdam ging vom Apostolischen Vikariat des Nordens in die Fürstbischöfliche Delegatur für Brandenburg und Pommern des Bistums Breslau über und wurde Pfarrei.
Am Standort Potsdam fanden die katholischen Gottesdienste für die Rüstungsarbeiter anfangs in einem Saal des Stadtschlosses statt, bis dort auf dem Fabrikgelände 1723 eine erste provisorische Kirche für die Militärhandwerker entstand. Auf Initiative des Dominikanerpaters Raimund Bruns wurde fünfzehn Jahre später ein barocker Fachwerkbau errichtet, dazu ein Pfarrhaus und ein Garten mit einer Größe von 38 Quadratruten und 75 Fuß (etwa 540 m²). Diese Vorgängerkirche wurde von Friedrich Wilhelm I. finanziert und 1738 von Bruns benediziert. Das Gotteshaus trug das Patrozinium der Heiligen Petrus und Paulus. Es hatte keinen Turm und befand sich auf dem Gelände der Königlichen Gewehrmanufaktur. Für diese Kirche entstanden die noch heute vorhandenen Altarbilder von Antoine Pesne. Die Kirche in Potsdam und die 1723/24 gebaute Kirche auf dem Gewehrplan in Spandau waren die ersten neu entstandenen katholischen Kirchen in Preußen nach der Reformation, der Bau der Hedwigskirche in Berlin begann 1747.
Nach einer mehr als hundertjährigen Nutzung war diese Kirche für die stetig wachsende Kirchengemeinde nicht mehr ausreichend und zudem baufällig. Für einen Neubau lieferte August Stüler schon 1856 Pläne, die nach seinem Tod von Wilhelm Salzenberg weiterentwickelt wurden. Statt der von Stüler vorgesehenen doppeltürmigen Westfassade fügte er den nach italienischem Vorbild gestalteten Glockenturm hinzu. Den Altarraum der Kirche veränderte er von Stülers halbrunder Apsis zu einem aus drei Konchen bestehenden Abschluss, der der Hagia Sophia nachempfunden ist.
Auf der neu erworbenen Fläche mussten zur Entwässerung Aufschüttungen und Brunnengrabungen vorgenommen werden, um die nötige Standfestigkeit zu garantieren. Die Bauleitung übernahm Albert Badstübner.
Die feierliche Grundsteinlegung erfolgte am 4. Juni 1867 unter dem Erzpriester Franz Xaver Beyer. Am 7. August 1870 war der Bau vollendet und Propst Robert Herzog benedizierte ihn.
Gegen Ende des Zweiten Weltkriegs erlitt die Kirche St. Peter und Paul Schäden an den Fenstern und am Dach. Die nach Kriegsende von der Gemeinde begonnene Wiederherstellung endete am 27. Juni 1950 mit der Konsekration.
Zwischen 2002 und 2006 wurden im Auftrag der Gemeinde das Kirchenschiff, der Dachstuhl und der Glockenturm unter Leitung des Ingenieurbüros Wolfgang Stich in vier Bauabschnitten instand gesetzt.

## Architektur
Der Baustil der Kirche ist eklektizistisch. Es wurden byzantinische und romanische, im Innenraum auch klassizistische Stilelemente verwendet. Auffälligstes Kennzeichen des gelben Backsteinbaus ist der 64 Meter hohe italienische Glockenturm, der dem Campanile von San Zeno im italienischen Verona nachgebildet ist. In seiner Galerie befinden sich drei Bronzeglocken, die die Namen „Maria“, „Peter und Paul“ und „Benedikt“ tragen.
Über dem Hauptportal erheben sich die Apostel Peter und Paul, in der Mitte befindet sich Maria mit dem Christuskind.
Der Grundriss der Kirche besitzt die Form eines griechischen Kreuzes und hat die Außenabmessungen von etwa 65 Meter mal 38 Meter.

## Ausstattung

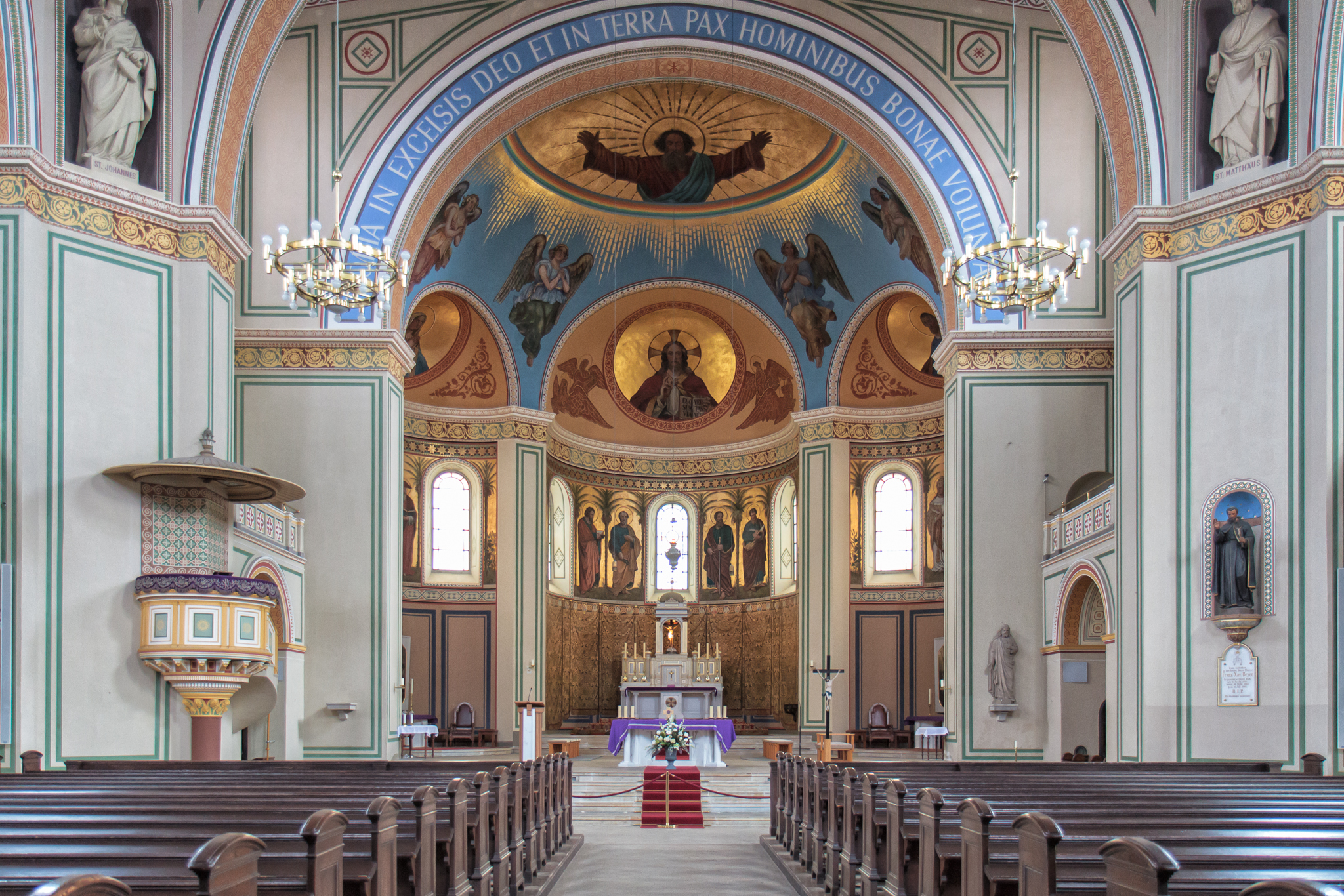
Das Kirchenhauptschiff mit Blick auf die Altarapsis

### Altar und Nebenaltäre
Im aufwändig gestalteten Inneren sind drei Gemälde aus dem Vorgängerbau erhalten, geschaffen von Hofmaler Antoine Pesne, einem bedeutenden Künstler des Barock und des Rokoko: das ehemalige Hochaltarbild Todesangst Christi und die beiden Bilder der früheren Nebenaltäre Rosenkranzübergabe an den hl. Dominikus und Schutzengel. Der heutige Hochaltar aus Marmor mit dem Tabernakel trägt einen hölzernen Aufbau mit Kuppelziborium und steht in der mittleren Konche der Apsis. In den beiden anderen Konchen befinden sich Seitenaltäre mit den Gemälden der früheren Nebenaltäre. Der Volksaltar aus Marmor ist vor den Triumphbogen gerückt, an dem sich auf Konsolen links eine Marien- und rechts eine Herz-Jesu-Figur befinden.
In den Seitennischen vor dem Triumphbogen befinden sich die Eingänge zur Sakristei und zur Pfarrbibliothek sowie der Aufgang zur Kanzel. Im linken Seitenschiff befand sich ein der „Schmerzhaften Mutter Gottes“ gewidmeter Altar, an dessen Stelle heute wieder eine Pietà steht. Der Altar des rechten Seitenschiffs ist der rekonstruierte frühere Hochaltar mit Pesnes Todesangst Christi-Bild. An den Wänden beider Seitenschiffe hängen vierzehn geschnitzte Kreuzwegstationen aus der Bauzeit der Kirche.

### Orgel

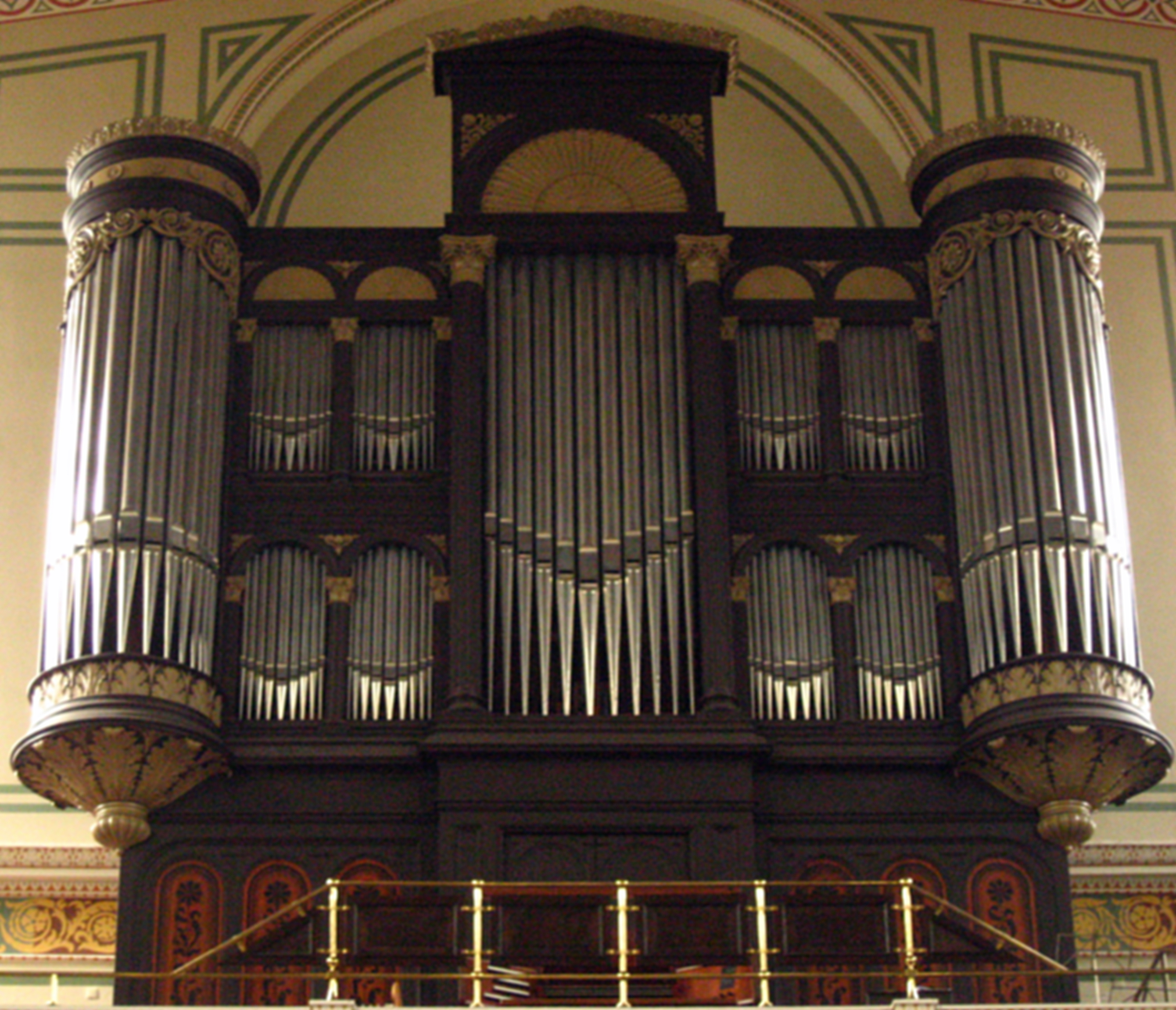
Orgel

Die Kirche erhielt 1869 eine Orgel von Carl August Buchholz mit zwei Manualen und 25 Registern. 1936 wurde diese Orgel ersetzt durch ein Instrument der Firma Alexander Schuke Potsdam Orgelbau mit 41 Registern, das heute noch vorhanden ist. Es besitzt elektrische Taschenladen und wurde von Johanna Schell 37 Jahre bespielt. Die Disposition ist wie folgt:
| I Hauptwerk C– |               |       |
| 1.             | Principal     | 8′    |
| 2.             | Rohrflöte     | 8′    |
| 3.             | Oktave        | 4′    |
| 4.             | Spitzflöte    | 4′    |
| 5.             | Quinte        | 2 ⁄3′ |
| 6.             | Oktave        | 2′    |
| 7.             | Cornett III 0 |       |
| 8.             | Scharff V     |       |
| 9.             | Trompete      | 8′    |

| II Manual C– |              |       |
| 10.          | Gedackt      | 8′    |
| 11.          | Quintadena 0 | 8′    |
| 12.          | Principal    | 4′    |
| 13.          | Rohrflöte    | 4′    |
| 14.          | Principal    | 2′    |
| 15.          | Quinte       | 1 ⁄3′ |
| 16.          | Oktävlein    | 1′    |
| 17.          | Cymbel III   |       |
| 18.          | Krummhorn    | 8′    |
|              | Tremulant    |       |

| III Manual C– |                |     |
| 19.           | Gedackt        | 16′ |
| 20.           | Principal      | 08′ |
| 21.           | Flöte          | 08′ |
| 22.           | Aeoline        | 08′ |
| 23.           | Schwebung      | 08′ |
| 24.           | Oktave         | 04′ |
| 25.           | Nachthorn      | 04′ |
| 26.           | Blockflöte     | 02′ |
| 27.           | Sesquialter II |     |
| 28.           | Mixtur V       |     |
| 29.           | Dulcian        | 16′ |
| 30.           | Trichter Regal | 08′ |
|               | Tremulant      |     |

| Pedal C– |             |     |
| 31.      | Principal   | 16′ |
| 32.      | Subbass     | 16′ |
| 33.      | Sanftbass 0 | 16′ |
| 34.      | Oktave      | 08′ |
| 35.      | Bassflöte   | 08′ |
| 36.      | Oktave      | 08′ |
| 37.      | Mixtur IV   |     |
| 38.      | Posaune     | 16′ |
| 39.      | Dulcian     | 16′ |
| 40.      | Trompete    | 08′ |
| 41.      | Kopfregal   | 04′ |

### Taufstein, Empore, Kanzel und weiteres Interieur
Im Eingangsbereich unter der Orgelempore steht ein bemalter Taufstein, der als Weihwasserbecken vor dem Mittelgang positioniert ist. Neben dem rechten Seiteneingang befindet sich der heute genutzte Taufstein mit der Darstellung der Taufe Jesu von Otto Hitzberger. Es handelt sich um den früheren Taufstein der St.-Antonius-Kirche in Potsdam-Babelsberg, der um 1966 hierher versetzt wurde. Unter der Empore lädt ein gesticktes Marienbildnis zur stillen Einkehr. Neben der Altarapsis befindet sich eine Kanzel. Beidseitig oberhalb der Altarapsis sind Marmorfiguren der Heiligen Johannes und Matthäus in Wandnischen angeordnet. Alle Wandflächen sind in bunter Ornamentik bemalt.

## Die Gemeinde St. Peter und Paul
Die katholische Pfarrgemeinde dieser Kirche hat über 6100 Mitglieder. Außer der Durchführung von Gottesdiensten wie Taufen, Hochzeiten, Eucharistiefeiern usw., Religionsunterricht und Seelsorge, werden eine öffentliche Bücherei, die Kindertagesstätte St. Peter und Paul, ein Altersheim und – gemeinsam mit den Alexianern – das Krankenhaus St. Joseph unterhalten.